# Löwitův mlýn
Velký mlýn, později zvaný Löwitův, je historická budova a kulturní památka stojící v Thomayerových sadech v Praze-Libni u Rokytky pod Libeňským zámkem západně od Elsnicova náměstí. Současná podoba stavby je datována do roku 1747. V roce 2002 byl mlýn poničen velkou povodní a od té doby čekal na rekonstrukci a další využití.
V letech 2022/2023 se uskutečnila adaptace objektu v rámci projektu Zastavení ve mlýně, jehož cílem bylo oživit prostory nevyužívaného objektu mlýna a trvale ho otevřít veřejnosti. Velký mlýn slouží veřejnosti jako kulturní centrum od července 2023.

## Charakter stavby
Hlavní mlýnská budova má obdélníkový půdorys. Původně bývala patrová, ale po zvýšení okolního terénu je dnes přízemní s polosuterénem. Interiér v přízemí i v patře tvoří jedna velká prostora s trámovým stropem (tlo), neseným střední řadou vyřezávaných dřevěných sloupů. Mezi mlýnem a měděným hamrem, který stával na ostrově v místech bývalé Görnerovy vily, byl dříve ostrůvek zvaný Srub. Tento uměle zřízený ostrov zajišťoval pohon mlýna i hamru, nad nímž býval jez. Kůly z konstrukce jezu byly nalezeny v koncem 19. století při stavbě libeňského přístavu. Součástí Velkého mlýna bývala pila a vodárna, která napájela Libeňský zámek s poplužním dvorem.

## Historie stavby
První zmínka o mlýnu pod libeňskou tvrzí uvádí, že jej v roce 1530 Petr Vosovský z Adleru rozšířil o hadrový mlýn na výrobu papíru. 27. června 1662 odkoupilo Staré Město pražské od Jana Hertvíka z Nostic libeňský velkostatek, jehož součástí byl i mlýn. V době válek o rakouské dědictví v letech 1741 a 1744 byla Libeň vypleněna. V té době byl nejspíš Velký mlýn i s přilehlými budovami zničen. Už v roce 1747 však byl obnoven a 10. února 1748 za přísných podmínek přenechán Janu Soušovi.

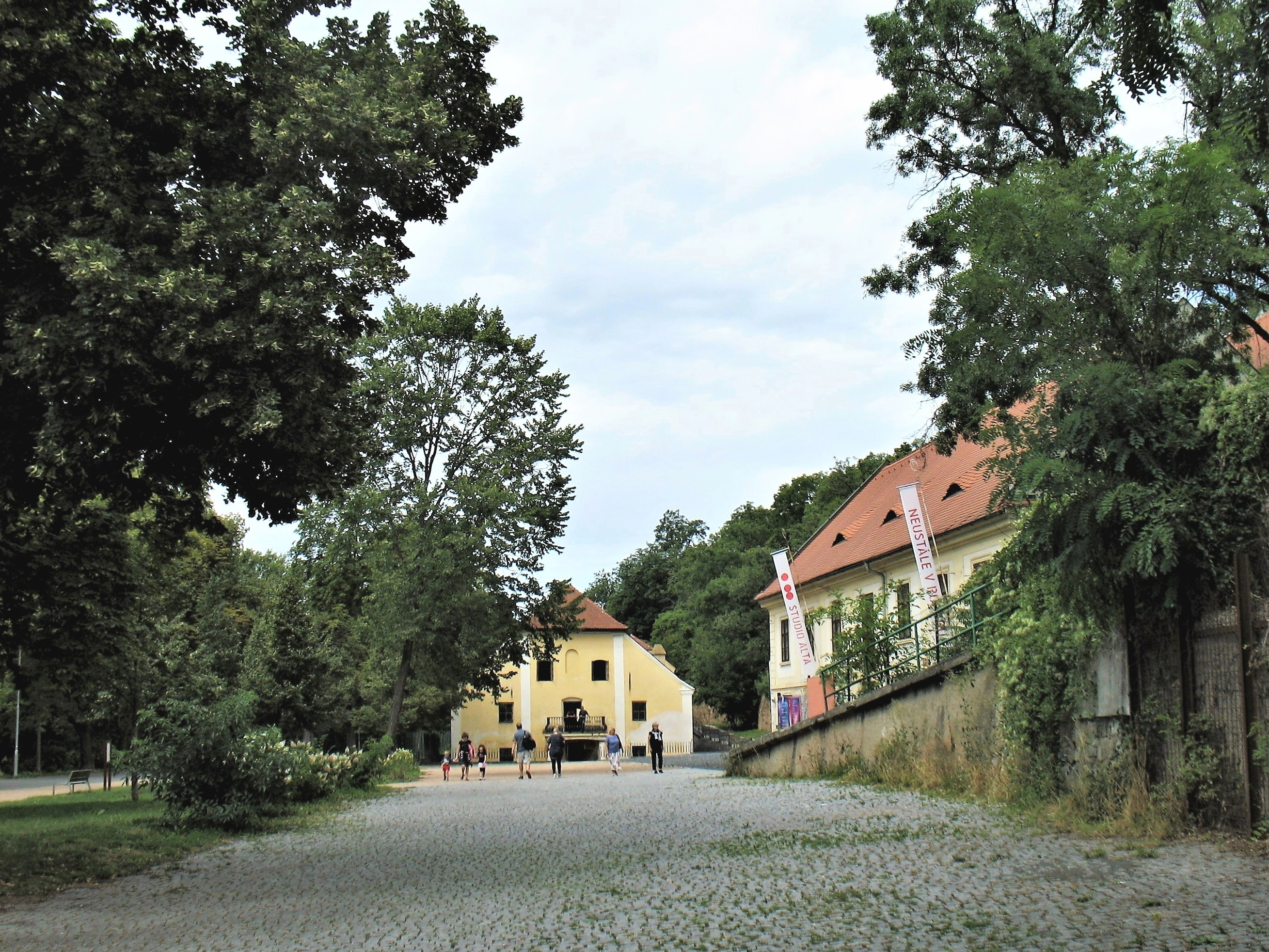
Kulturní centrum Velký mlýn, vpravo bývalý zámecký pivovar (srpen 2023)

Během 18. a 19. století mlýn často střídal majitele. Postupně jej vlastnil provozovatel měděného hamru František Herrl, Eva a Matěj Jelínkovi, mlynář Alois Ronz a Josef Hála (Halla). Poslední jmenovaný byl později zvolen obecním radním a v roce 1870 starostou libeňské obce, tuto funkci však odmítl. V roce 1872 se začalo s regulací řečiště Vltavy. Mlýnské rameno, které obtékalo židovskou Libeň, bylo při této úpravě bylo vysušeno a mlýn byl zrušen. Budovy koupil roku 1883 Jáchym Löwit, který je nechal přestavět na pekárnu. Pražská obec se stala znovu vlastníkem objektu v roce 1906. V 50. letech 20. století připadly budovy mlýna n.p. Zelenina Praha, který je přeměnil na sklad brambor. Chátrající budovu převzalo koncem 60. let 20. století Divadlo S. K. Neumanna, nynější Divadlo pod Palmovkou, a využívalo ho k ukládání divadelních rekvizit. V roce 2001 nechala městská část Praha 8 stavbu kompletně zrekonstruovat. V květnu 2002 zde občanské sdružení SERPENS začalo pořádat kulturní akce v rámci projektu Otevřeno.
U příležitosti 100. výročí připojení Libně k Praze zde proběhla divadelní slavnost. Během velkých povodní v srpnu 2002 byl Velký mlýn zaplaven až po střechu a voda prakticky zničila výsledky předchozí rekonstrukce. Od té doby byl mlýn nevyužitý, protože městská část Praha 8 nenašla na další rekonstrukci prostředky. O pronájem se bezúspěšně pokoušelo Divadlo Valmet.

## Současnost
V roce 2022 byly zahájeny práce na obnově objektu Velkého - Löwitova mlýna s cílem jeho trvalého otevření veřejnosti. Záměr projektu Zastavení ve mlýně počítal s otevřením pobočky Městské knihovny v Praze, kavárny s celoročním provozem, kulturního sálu a výstavního prostoru.. Za projektem stál spolek Velký mlýn.

Kulturní centrum Velký mlýn s kavárnou a pobočkou pražské Městské knihovny bylo otevřeno 24. července 2023. V suterénu budovy vznikl kulturní sál, určený pro pořádání koncertů nebo přednášek. V přízemí bývalého mlýna je knihovna, studovna a kavárna, v podkroví byly vybudovány výstavní prostory. V přilehlých hospodářských objektech je umístěno technické zázemí a projektová kancelář. Investorem stavby byl spolek Velký mlýn, vybavení interiéru knihovny zajistila Městská knihovna v Praze, architektonický a projektový návrh zpracovaly ateliéry AFI a AMBIT. 

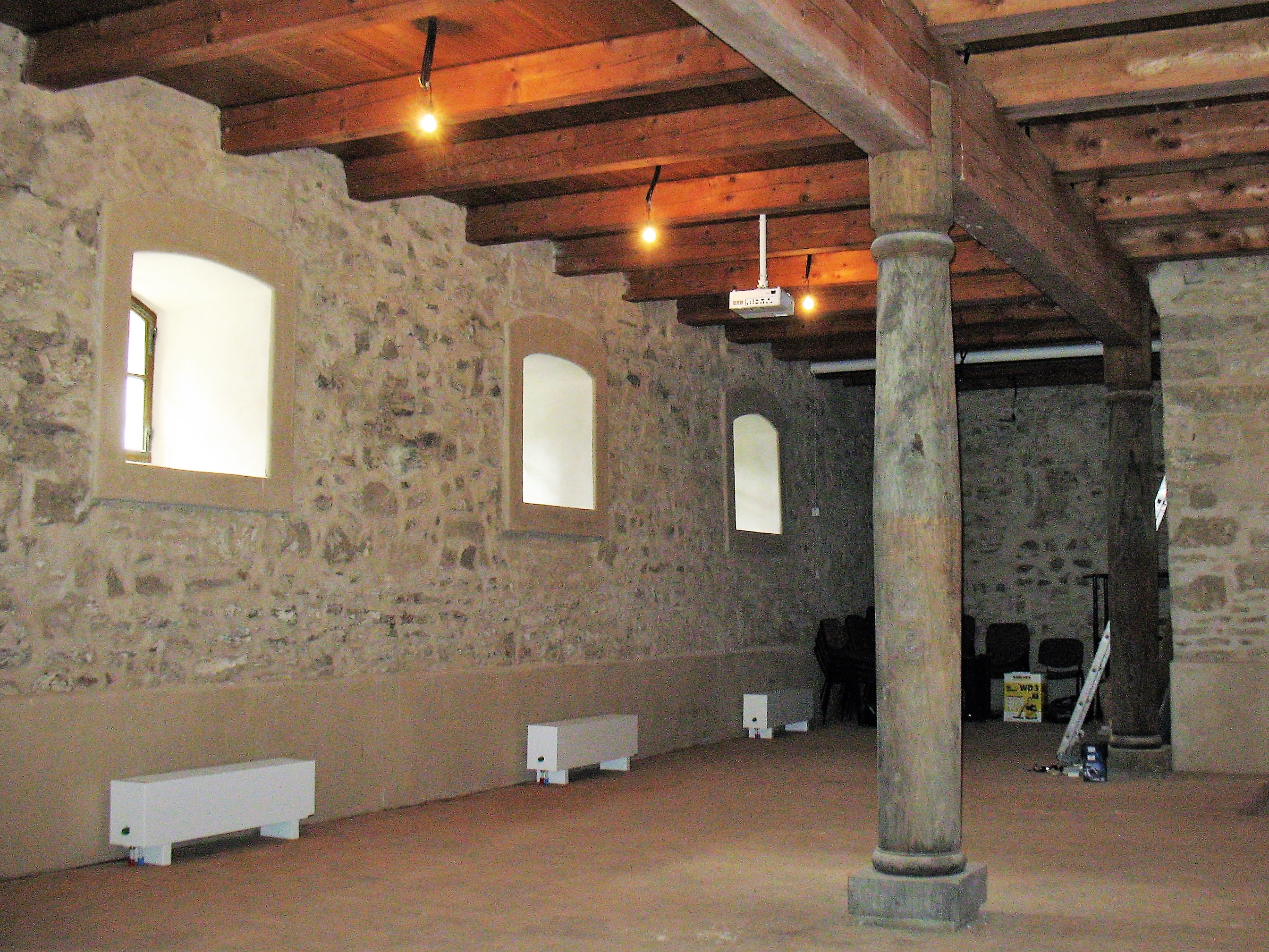
Suterén po rekonstrukci
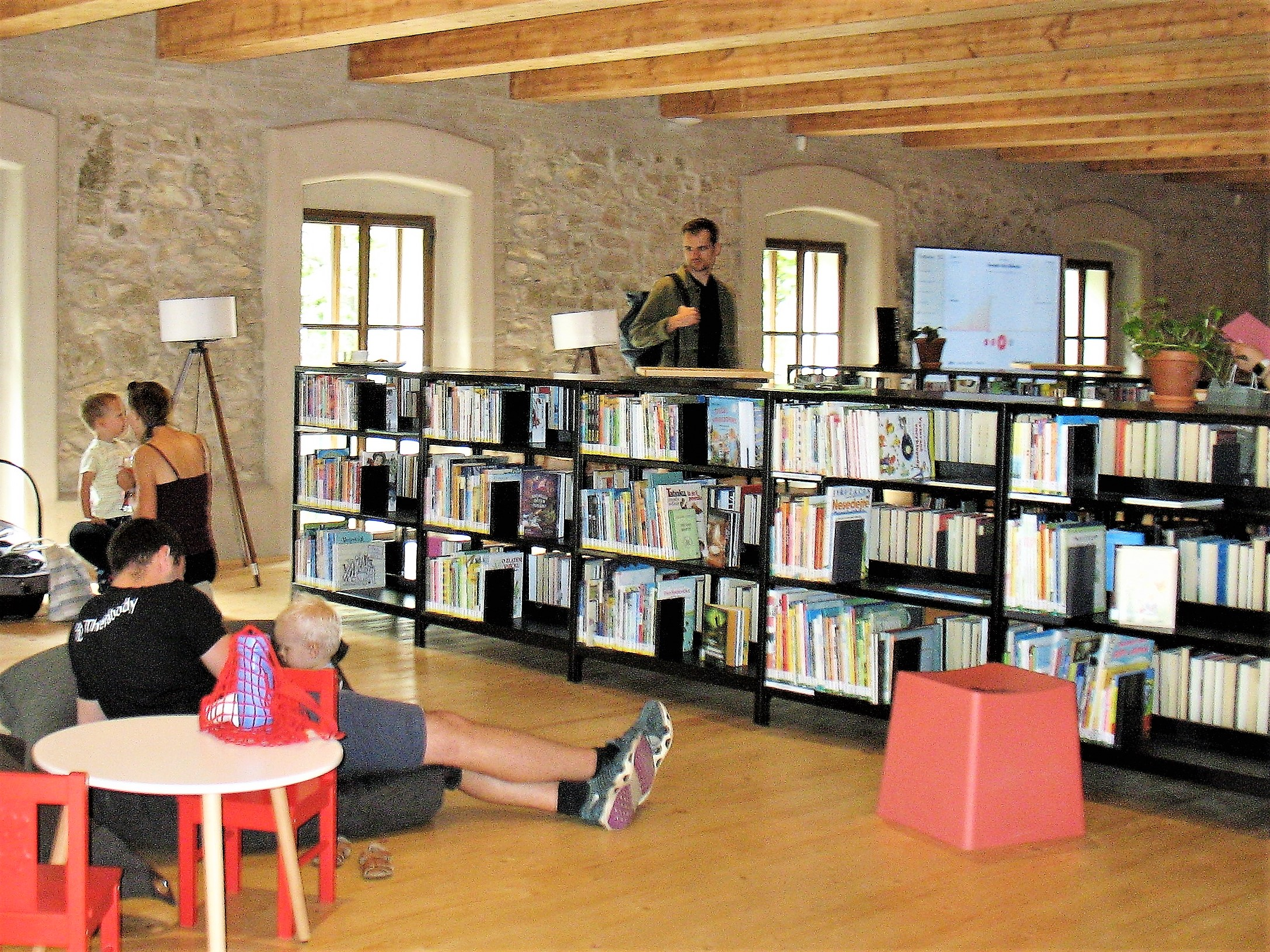
Zázemí pro čtenáře i pro rodiny s dětmi
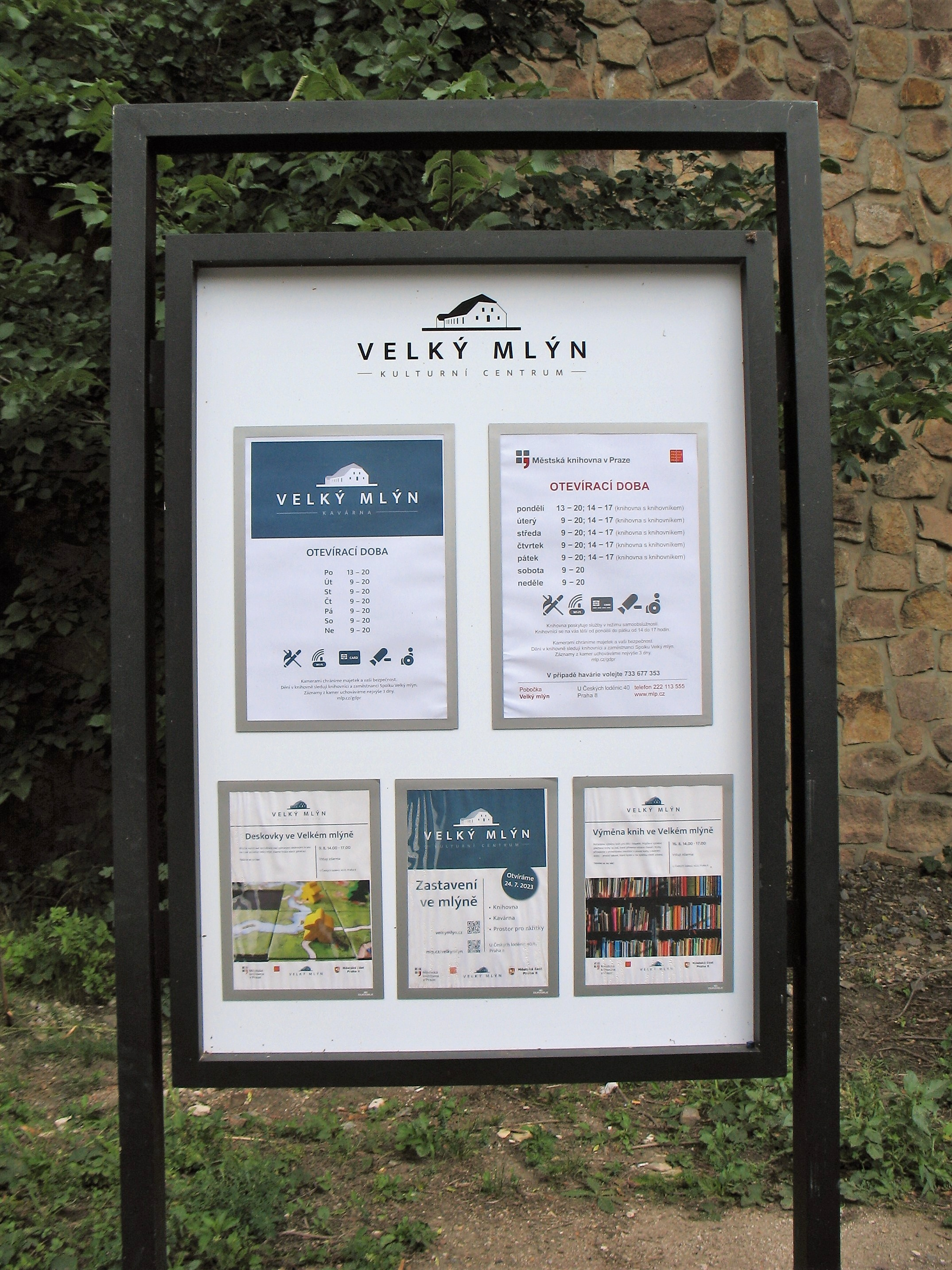
Informace o provozu kulturního centra Velký mlýn
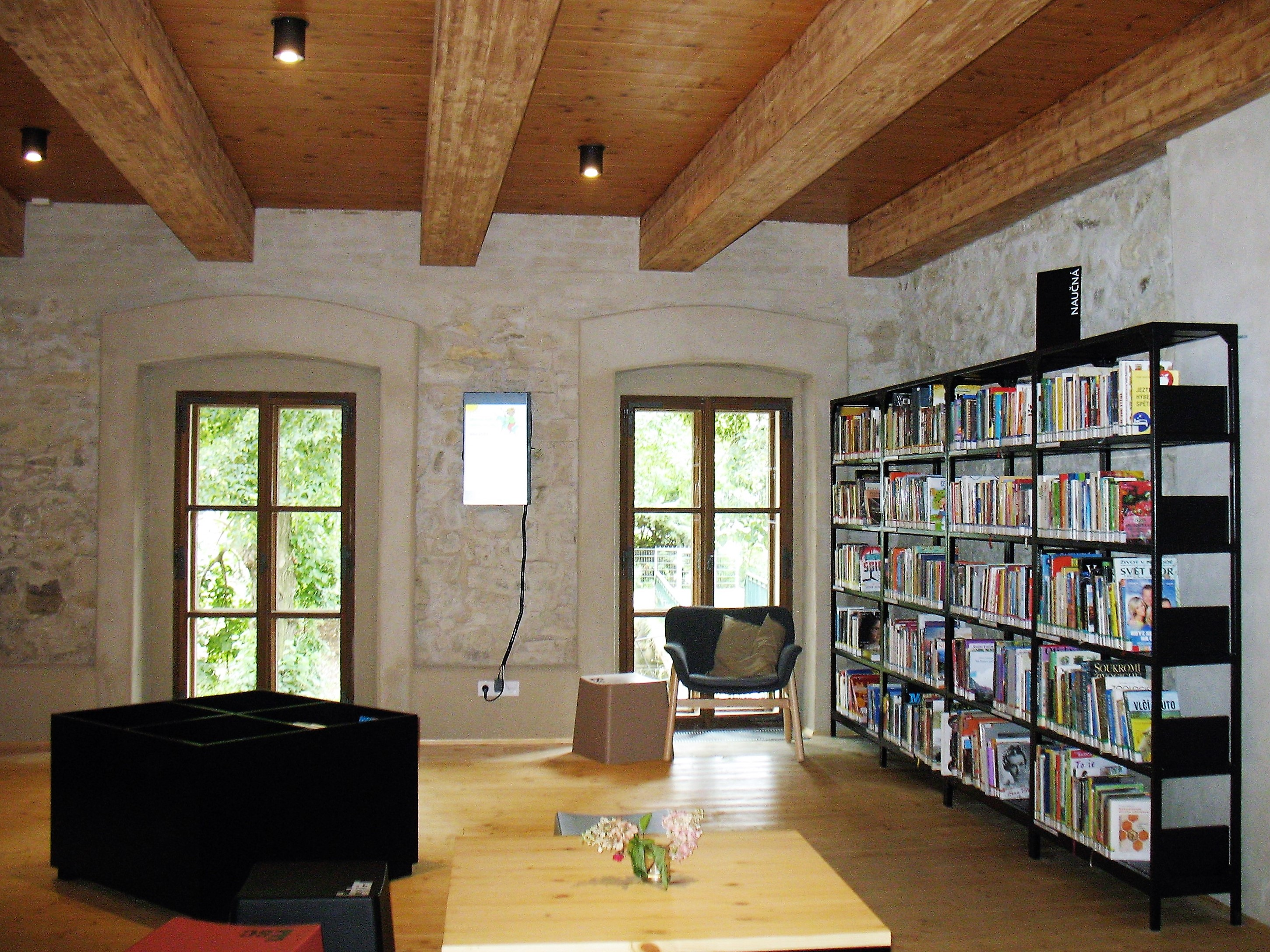
Pobočka městské knihovny
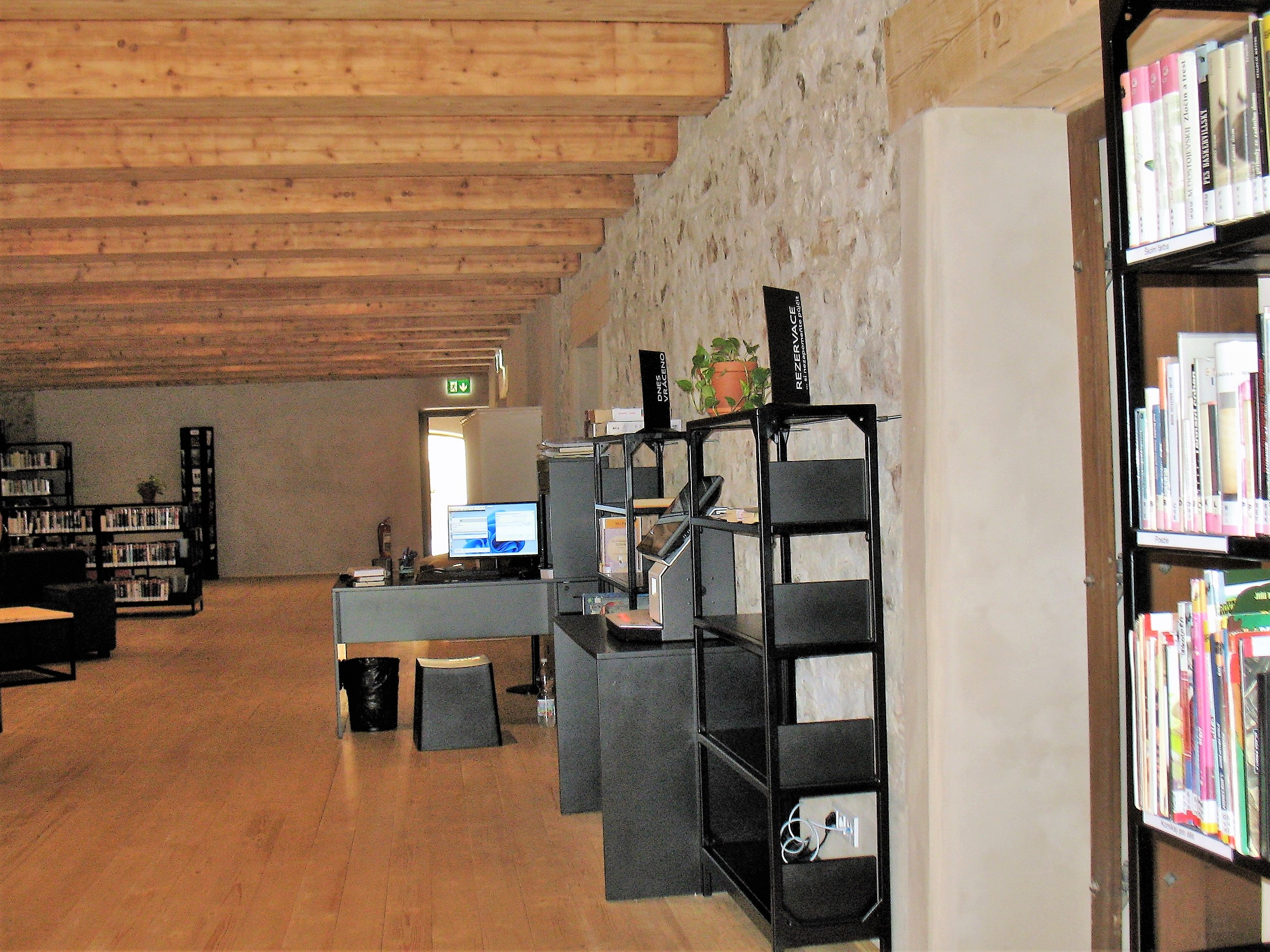
Samoobslužné odbavení výpůjček